# Sk stiftung jugend und medien
Die sk stiftung jugend und medien ist eine Stiftung, die im Bereich der Medienpädagogik tätig ist. Ihr Ziel ist die Vermittlung von Medienkompetenz: Kinder und Jugendliche sollen den kreativen, eigenverantwortlichen aber auch kritischen Umgang mit Neuen Medien lernen.

## Tätigkeiten
Im Vordergrund steht die Medienbildung für Kinder und Jugendliche im Alter zwischen 8 und 21 Jahren in der Region Köln/Bonn. Dazu bietet sie das ganze Jahr über verschiedene Workshops an, in denen Kinder und Jugendliche zum Beispiel Hörspiele erstellen, fotografieren, Videos produzieren oder auch das Programmieren in den gängigen Sprachen usw. lernen können. Für Schulklassen und Jugendgruppen bietet die Stiftung darüber hinaus eigene Medien-Projekttage an und ist offen für Kooperationen mit Museen, Vereinen sowie anderen Organisationen. Einmal im Jahr veranstaltet die Stiftung den Fortbildungsnachmittag „Medienaperitif“ für Pädagogen.

## Organisation
Die gemeinnützige Stiftung wurde von der Stadtsparkasse Köln (seit 2005 mit der Stadtsparkasse Bonn zur Sparkasse KölnBonn fusioniert) 1976 gegründet und verfügt über ein Stiftungskapital, womit sie unabhängig von Spenden ist. Sie arbeitet mit freien Dozenten, die vor allem über pädagogische und medienbezogene Kenntnisse verfügen. Stiftungsgremien sind Vorstand und Kuratorium.
Es handelt sich um eine operative Stiftung der Sparkasse KölnBonn. Das heißt, sie vergibt keine Gelder, sondern führt selbständig oder in Kooperation mit anderen Partnern Projekte durch.